# سیارک ۱۷۰۵۱
سیارک ۱۷۰۵۱ (به انگلیسی: 17051 Oflynn، نامگذاری:1999FW46) هفده هزار و پنجاه و یکمین سیارک کشف شده‌است که در ۲۰ مارس ۱۹۹۹ کشف شد.
قدر مطلق سیارک برابر ۱۶.۲ است.